# Prozessionskreuz Ellener Straße

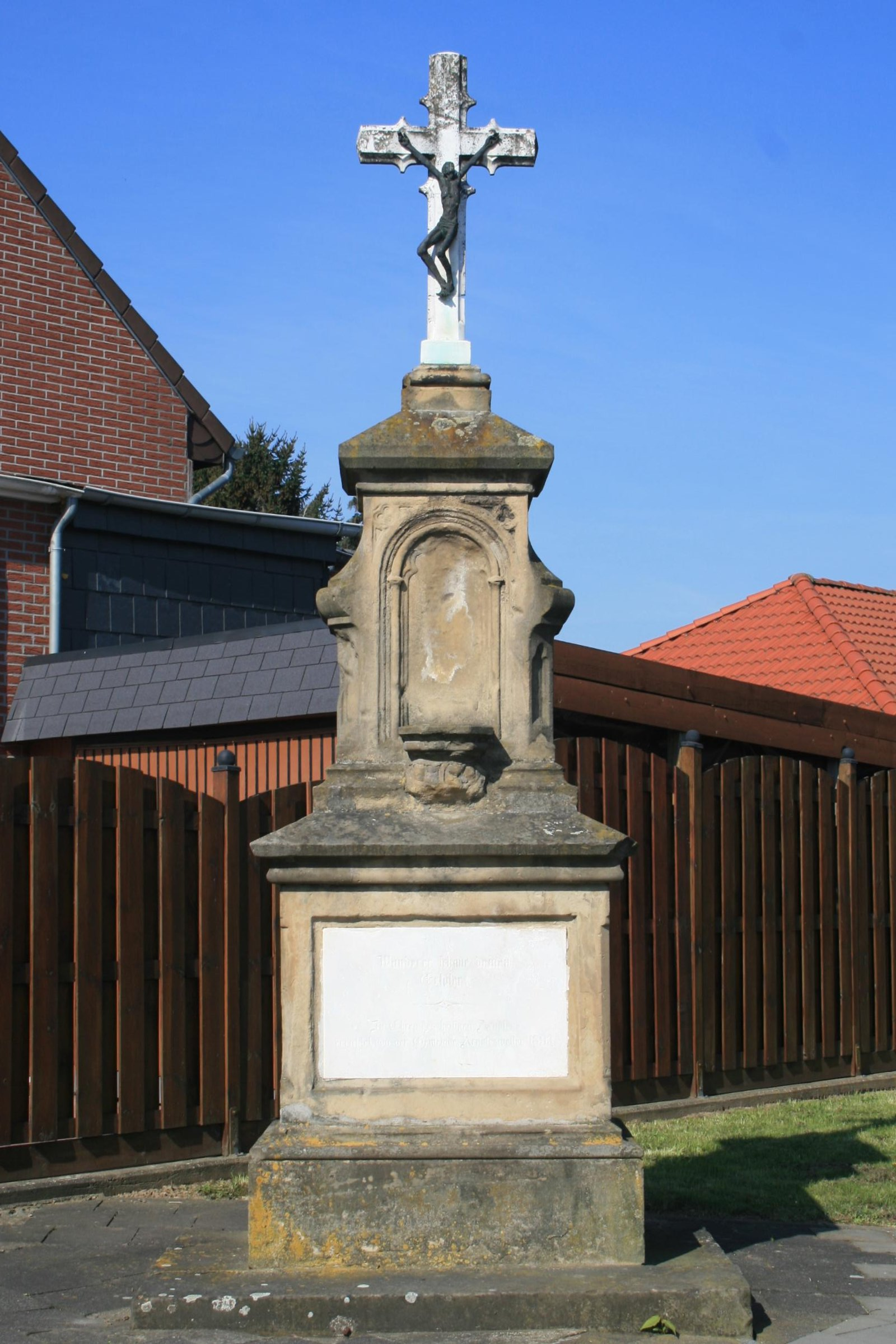

Das Prozessionskreuz Ellener Straße steht im Dürener Stadtteil Arnoldsweiler an der Ecker Ellener Straße/Cormeillesstraße.
Das Flurkreuz wurde nach einer inschriftlichen Datierung im Jahre 1893 erbaut.
Das etwa 4,50 m hohe Kreuz hat einen breiten, mehrfach gestuften Sockel. Der Sockel besteht aus Sandstein. Das Kreuz und die Inschriftentafel sind aus Marmor.
Das Bauwerk ist unter Nr. 13/008 in die Denkmalliste der Stadt Düren eingetragen.